# 2010年バンクーバーパラリンピック
2010年バンクーバーパラリンピック（2010ねんバンクーバーパラリンピック、X Paralympic Winter Games 2010）は、2010年3月12日から3月21日まで、カナダ・バンクーバーで開催された冬季パラリンピック第10回大会。バンクーバー2010（Vancouver 2010）と呼称される。大会テーマはバンクーバーオリンピック同様、カナダ国歌「オー・カナダ」の一節でもある "With Glowing Hearts"（燃える心と共に）。

## 実施競技
- スキー
  - アルペンスキー
  - ノルディックスキー
    - バイアスロン
    - クロスカントリースキー
- アイススレッジホッケー
- 車いすカーリング

## 国・地域別メダル獲得数
| 順 | 国・地域             | 金 | 銀 | 銅 | 計 |
| -- | -------------------- | -- | -- | -- | -- |
| 1  | ドイツ (GER)         | 13 | 5  | 6  | 24 |
| 2  | ロシア (RUS)         | 12 | 16 | 10 | 38 |
| 3  | カナダ (CAN)         | 10 | 5  | 4  | 19 |
| 4  | スロバキア (SVK)     | 6  | 2  | 3  | 11 |
| 5  | ウクライナ (UKR)     | 5  | 8  | 6  | 19 |
| 6  | アメリカ合衆国 (USA) | 4  | 5  | 4  | 13 |
| 7  | オーストリア (AUT)   | 3  | 4  | 4  | 11 |
| 8  | 日本 (JPN)           | 3  | 3  | 5  | 11 |
| 9  | ベラルーシ (BLR)     | 2  | 0  | 7  | 9  |
| 10 | フランス (FRA)       | 1  | 4  | 1  | 6  |

## テレビ放送
カナダ国内向けにCTVグローブメディアとロジャース・メディアが共同制作し、CIVT-DTで開会式を生中継、CTVとフランス語局RDS Infoでは中継録画及びハイライトで放送された。
日本ではNHKが30分のハイライト番組を放映、民放ではTBSのみのもんたの朝ズバッ!においても競技ハイライトを放送した。また、2010年3月21日には、NHK総合テレビでアイススレッジホッケーの決勝（アメリカ×日本）が生中継された。冬季パラリンピックにおいて、競技が生中継されるのは、初めての事である。

## ファン・ヨンデ功績賞
2010年（平成22年）3月22日、同年のパラリンピックで活躍した日本のアイススレッジホッケー選手・遠藤隆行とカナダのコレット・ブルゴニエがファン・ヨンデ功績賞を受賞した。